# Gerd Meyer (Politiker)
Gerhard „Gerd“ Meyer (* 24. November 1944 in Köllerbach) ist ein saarländischer Politiker (CDU), ehemaliger Abgeordneter des saarländischen Landtags und ehemaliger Geschäftsführer von Saartoto sowie der Saarland-Spielbanken GmbH. Von 1967 bis 1975 war er Lehrer.

## Ausbildung und Beruf
Gerd Meyer besuchte das Staatliche Realgymnasium in Völklingen und legte 1964 sein Abitur ab. Anschließend absolvierte er an der Peter-Wust-Hochschule in Saarbrücken ein Lehrerstudium, das er 1967 mit dem ersten Lehrerexamen abschloss. Von 1967 bis 1975 war er Lehrer an der Hauptschule Heusweiler und legte 1970 das zweite Lehrerexamen ab.

## Politik
Seit 1963 ist Gerd Meyer Mitglied der CDU und seit 1969 auch Mitglied der CDU Sozialausschüsse (CDA). Von 1972 bis 1979 war er Landesvorsitzender der Jungen Union Saar und in dieser Funktion auch Mitverfasser des Grundsatzprogrammes „Für eine humane Gesellschaft“ der Jungen Union Deutschlands (1973). Seit 1973 war er im Landesvorstand der CDU Saar und seit 1978 Vorsitzender des CDU-Kreisverbandes Saarbrücken-Land, der ihn nach seinem Ausscheiden zum Ehrenvorsitzenden ernannte.

## Abgeordneter
Erstmals in den Landtag des Saarlandes gewählt wurde Gerd Meyer im Jahr 1975. Danach gehörte er dem Landtag ununterbrochen über fünf Legislaturperioden bis 1999 an. Seit 1977 war er Vorsitzender des Landtagsausschusses für Kultus, Bildung und Sport. Er war Mitglied des Fraktionsvorstandes und später stellvertretender Vorsitzender der CDU-Landtagsfraktion und schließlich Vizepräsident des saarländischen Landtages.

## Sonstige Ämter
Von 1999 bis 2009 war Gerd Meyer Geschäftsführer der Saarland-Sporttoto GmbH sowie der Saarland-Spielbanken GmbH.
Meyer war 14 Jahre lang, von 1991 bis 2005, Präsident des Saarländischen Ringer-Bundes, dessen Vorstand er insgesamt 27 Jahre angehörte. Weiterhin war er von 2002 bis 2014 Präsident des Saarländischen Landessportverbandes (LSVS). Er wurde zum Ehrenpräsidenten des LSVS ernannt.

## LSVS-Skandal
Im November 2018 wurde bekannt, dass die Staatsanwaltschaft Saarbrücken im Rahmen des sogenannten LSVS-Skandals auch gegen Meyer ermittelt. Meyer soll 2015 die Liebesroman-Tage in Sulzbach ins Leben gerufen haben und mit rund 4000 Euro aus Mitteln des LSVS unterstützt haben. Im April 2019 berichtete der Saarländische Rundfunk, dass Meyer zur Beilegung dieses Verfahrens 10.000 Euro zahlen musste. Weitere 40.000 Euro musste Meyer als Geldauflage zur Beilegung des Verdachts der Haushaltsuntreue im Rahmen der strafrechtlichen Aufarbeitung des Finanzskandals beim Landessportverband zahlen.

## Soziales und kulturelles Engagement
Gerd Meyer lebt in Püttlingen-Köllerbach und ist Mitinitiator und Förderer der Erwerbslosen-Selbsthilfe Püttlingen, die sich 1983 gründete. Insbesondere half er, die Einrichtung als Ausbildungsstätte zu etablieren.
Zusammen mit dem Künstler Georg Fox gründete er 1985 die Künstlerinitiative Köllertal.

## Persönliches
Gerd Meyer ist verheiratet und hat zwei Söhne und eine Tochter. Seit 2014 ist er Träger des Saarländischen Verdienstordens.